# فرودگاه ایندین ماونتین ال‌آرآراس
فرودگاه ایندین ماونتین ال‌آرآراس (به انگلیسی: Indian Mountain LRRS Airport) یک فرودگاه نظامی با کد یاتا UTO است که یک باند فرود شن دارد و طول باند آن ۱۲۷۹ متر است. این فرودگاه در کشور ایالات متحده آمریکا قرار دارد و در ارتفاع ۳۸۸ متری از سطح دریا واقع شده‌است.